# 圆舌浮蛙
圆舌浮蛙（学名：Occidozyga martensi）为蛙科浮蛙属的两栖动物。在中国大陆，分布于广东、广西、海南、云南等地，主要栖息于有水草的水坑和稻田。该物种的模式产地在泰国曼谷。圆舌浮蛙的体积非常小，属于中国体积最小的蛙类。